# Gryllotalpidae
Gryllotalpidae (em português: grilotalpídeos) trata-se de uma pequena família monofilética, da ordem dos ortópteros (gafanhotos, esperanças e grilos), que contempla mais de 100 espécies distribuídas em três subfamílias (duas existentes e uma fóssil) e que, provavelmente, surgiu entre o final do Jurássico e o início do Cretáceo. A história taxonómica do grupo começa quando Linnaeus (1758) descreveu a espécie Gryllus (Acheta) gryllotalpa. Em 1802, Lattreille descreveu o género Gryllotalpa, transferindo a espécie de Linnaeus para status de gênero. Somente em 1815, Leach estabeleceu a família Gryllotalpidae, incluindo a espécie Gryllotalpa gryllotalpa.
São insetos mundialmente distribuídos, exceto nas regiões polares. A maioria de suas espécies ocorre em zonas tropicais e alguns em zonas temperadas.  Nesta família incluem-se alguns dos ortópteros mais distintos, por possuírem pernas dianteiras bem desenvolvidas utilizadas para cavar túneis e galerias profundas no solo, onde se abrigam e acedem às raízes das plantas, de que se alimentam.  Por isso, se afiguram importantes pragas de gramíneas, plantações e campos de golfe. Os danos podem ser diretos, porquanto corta o caule e se alimenta das raízes, ou indiretos, por virtude das galerias cavadas, as quais afetam diretamente a germinação das sementes. 
Os espécimes desta família encontram-se ativos durante a noite e os machos adultos são capazes de produzir sons marcadamente altos, durante a época de acasalamento.

## Nomes comuns
As espécies desta família são comummente conhecidas pelos seguintes nomes: 

### Em Portugal
Grilo-toupeira, ralo  (também grafado grilo-ralo e rela) e frade (não confundir com a espécie Nezara viridula, que consigo partilha este nome comum).

### No Brasil
Paquinha, cachorro-da-areia , cachorrinho-da-terra,  entre outros.

## Características morfológicas[2][6][18]
- A família possui 32 sinapomorfias, envolvendo caracteres morfológicos externos e da genitália, como:
  - Zona sensorial apical dos palpos maxilares alongada;
  - Ovipositor ausente;
  - Região apical da espermateca estreita.Figura 1) Cabeça cônica, os olhos e ocelos e as antenas.Figura 2) Dáctilos.
- Características gerais:

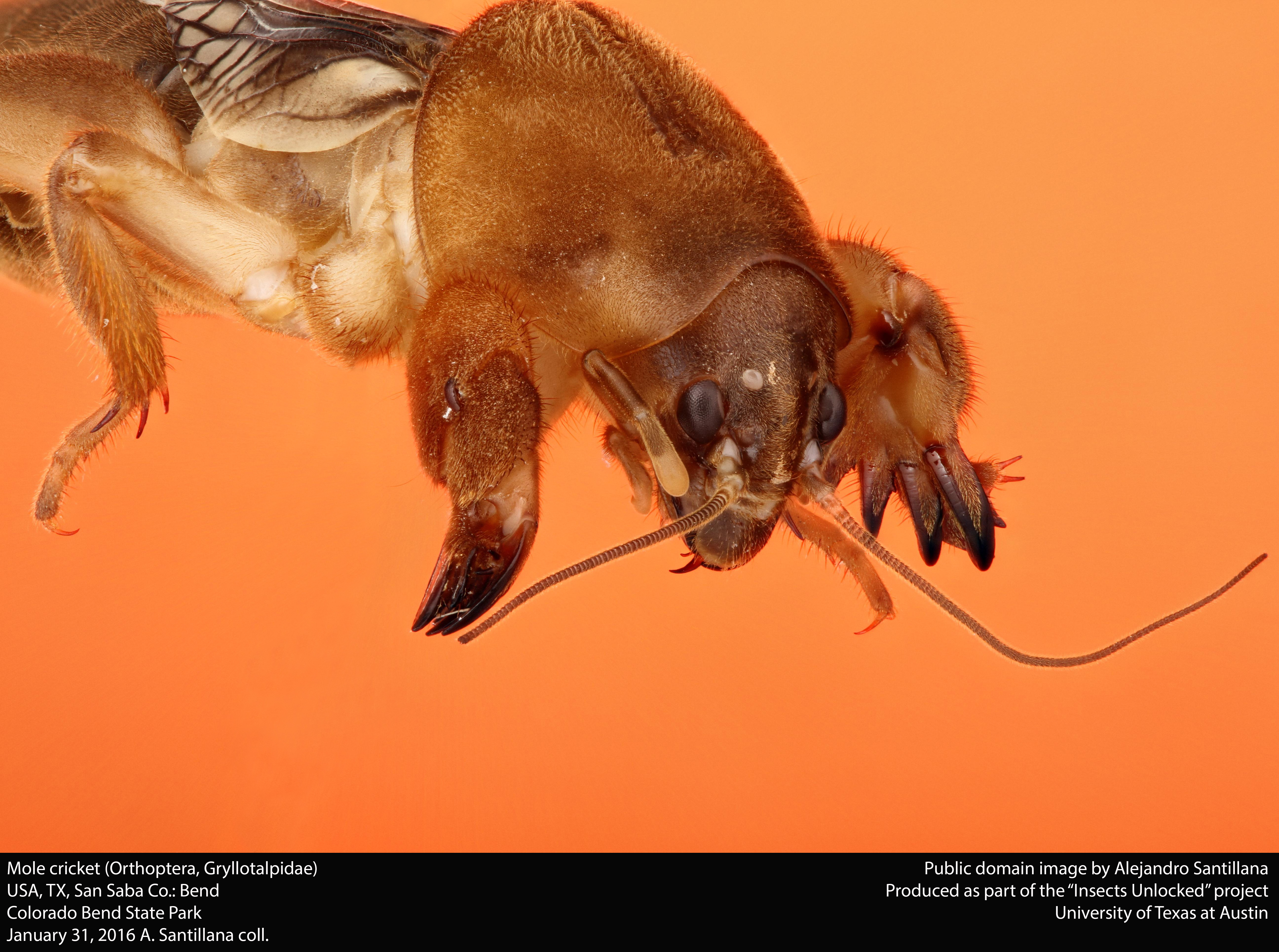
Figura 1) Cabeça cônica, os olhos e ocelos e as antenas.

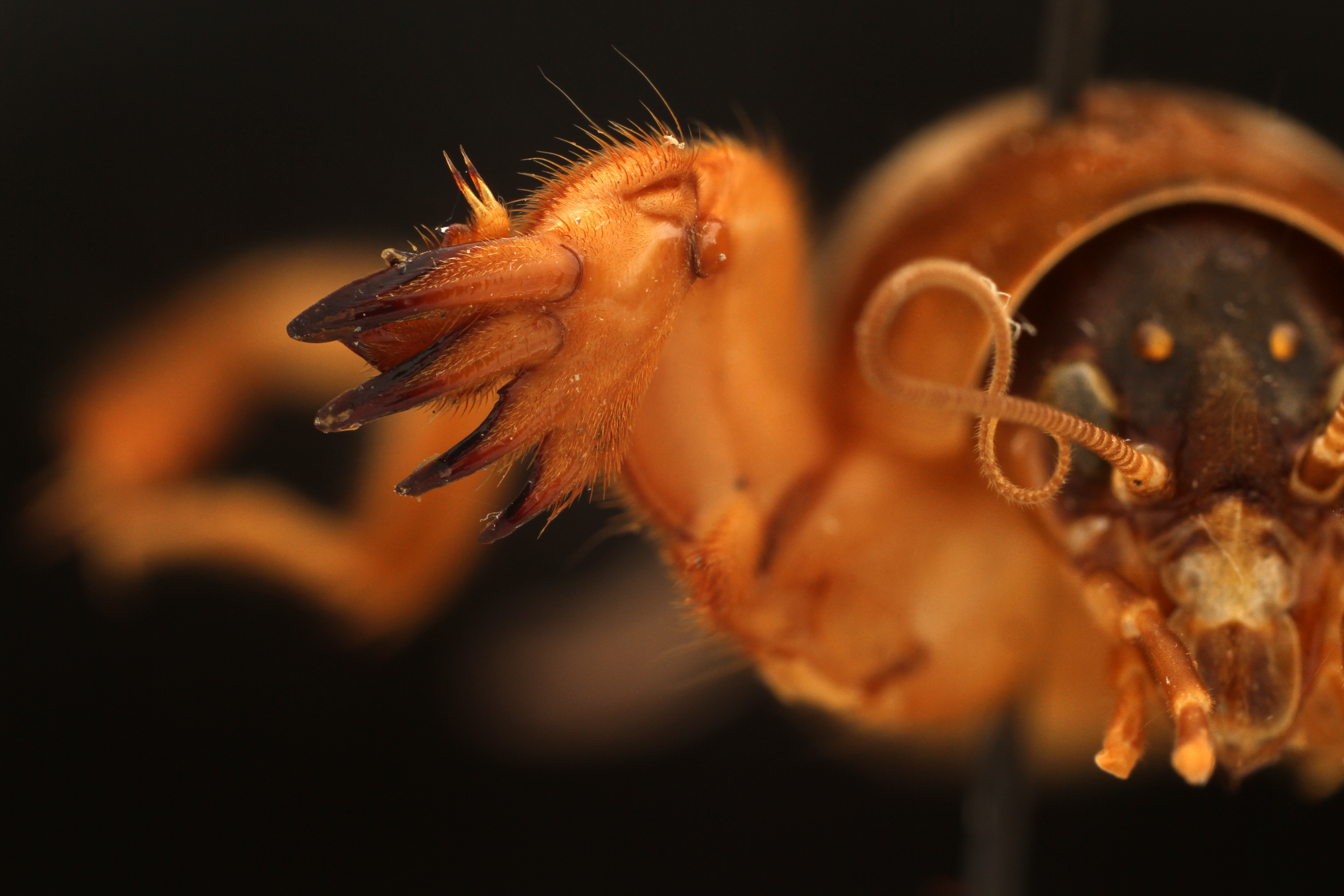
Figura 2) Dáctilos.

  - São achados dorso-ventralmente, com formato cilíndrico e superfície do corpo aveludada;
  - Possuem cabeça pequena, cônica e unida ao corpo; olhos compostos, normalmente acompanhados por um par de ocelos; e antenas menores do que o corpo, levemente maiores do que o pronoto (Figura 1);
  - O pronoto é alargado, em forma de escudo;
  - Meso e metatíbia com três tarsômeros;
  - As pernas posteriores não são completamente adaptadas para o salto, como em outros ortópteros;
  - Podem ser braquípteros ou macrópteros e a tégmina dos machos não apresenta espelho;
  - Adaptados à vida fossorial, possuem pernas anteriores adaptadas à escavação: tíbias e fêmures robustos, curtos e alargados; e projeções nas tíbias e tarsos, chamadas de dáctilos (Figura 2);
  - Complexo fálico invaginado em repouso e esclerotizado transversalmente. No geral, tem a função de acúmulo de esperma; secreção das glândulas genitais; formação de espermatozóides e espermatóforos; e transferência do conteúdo espermático para o ducto genital feminino. Apesar de ser de grande importância para a delimitação da família a nível de gênero e tribo, essa estrutura é muito pouco estudada.

## Subfamílias[4][2][6]
- Gryllotalpinae Leach, 1815
  - Dividida em quatro tribos, é a mais diversa da família:
    - Triamescaptorini, endêmica da Nova Zelândia
    - Gryllotalpellini, grupo amazônico
    - Neocurtillini
    - Gryllotalpini

  - Inclui 7 gêneros e 93 espécies, é definida pelo trocânter anterior não desenvolvido; prolongamento basal no fêmur anterior; metafêmur mais longo que o pronoto, sem espinhos no primeiro tarsômero; pela tíbia anterior com 3 ou 4 dáctilos, dois deles sendo móveis e um ou dois fixos; e pelo cerco maior do que o pronoto.
  - Tamanho: pequeno a médio.
  - Distribuição cosmopolita.
- Scapteriscinae Zeuner, 1939
  - Dividida em duas tribos:
    - Indioscaptorini, restrita ao subcontinente indiano
    - Scapsteriscini, com distribuição Neotropical

  - Possui 3 gêneros e 29 espécies e é definida pelo trocânter anterior alongado e bem-desenvolvido; fêmur anterior sem prolongamento basal; metafêmur mais curto do que o pronoto e com primeiro tarsômero alongado apresentando espinho interno-apical; pela tíbia anterior com apenas 2 dáctilos, um deles móvel; cerco menor do que a metade do comprimento do pronoto; e pela proeminência central do último urosternito do macho pronunciada e triangular.
  - Tamanho: médio a grande.
  - Distribuição atual: Neotrópico e subcontinente Indiano.
  - Sugere-se que seja a subfamília existente mais basal.
- Marchandiinae † Gorochov, 2010
  - Subfamília fóssil com 4 gêneros, datados do Cretáceo.
  - É caracterizada pelo trocânter anterior sem proeminências; fêmur anterior sem prolongamento basal; metafêmur mais curto do que o pronoto; e tíbia anterior com apenas 2 dáctilos móveis (sem a presença de dáctilos não-articulados adicionais).

## Voo[19]
O voo das paquinhas pode atingir 15 km durante condições climáticas favoráveis, o que faz com que indivíduos adultos possam dispersar de um campo para outro sem muita dificuldade. E é muito provável que fêmeas grávidas postulem seus ovos em um campo e logo voem para outro, causando uma ampla dispersão da espécie. Entretanto, condições climáticas afetam diretamente o voo das paquinhas, que raramente voam em noites frias. Além disso, são frequentemente vistas voando, em grande número, após dias de chuva, especialmente depois de um longo período de seca, indicando que seu sistema de tocas foi destruído. Os adultos que voam logo após a chuva podem facilmente construir novas tocas no solo úmido. Outros fatores que podem influenciar no voo das paquinhas são: a disponibilidade de recursos, o estágio ontogenético, a intensidade da luz (são ativos à noite) e o fator sexual (o percentual de fêmeas com esperma na espermateca aumenta conforme a temporada de voo progride).

## Tocas[20][21]
As tocas formadas pelas paquinhas podem ser classificadas de duas maneiras: tocas para viver, que compreende as tocas construídas por ambos os sexos para se esconder e se alimentar; e tocas de canto, construídas somente por alguns machos, para amplificar o efeito do som de corte.

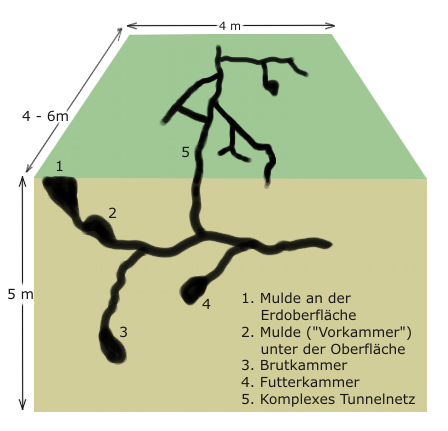
Figura 3) 1. Câmara de entrada; 2. Bulbo acústico; 3-4. Rede principal de tocas; 5. Tocas horizontais e verticais.

As tocas para viver podem ser divididas em:
- Tocas horizontais: utilizadas para alimentação de plantas com sistemas de raízes rasas; como armadilhas para pequenos artrópodes; como abrigo contra predadores; e como rota para encontrar parceiros sexuais.
- Tocais verticais: utilizadas para alimentação de plantas com caules subterrâneos; para buscar presas; sua profundidade serve como proteção contra predadores; e é utilizada como local seguro para muda e hibernação.

As tocas de canto consistem em um bulbo acústico com uma a quatro câmaras de entrada em forma de chifres. A abertura da(s) câmara(s) de entrada pode variar em forma, de acordo com a espécies. E o bulbo apresenta um túnel de saída, que vai se afastando dos funis e se conecta com a rede principal de tocas, o que dá maior proteção para o macho e sua parceira (uma vez que ela tenha localizado sua toca) ou fornece uma rota de fuga, caso seu canto atraia um predador.
Outro tipo de toca construída é a com finalidade de oviposição de ovos. As fêmeas escavam tocas profundas e acumulam alimentos, realizando a oviposição no fundo. Após, elas fecham a entrada da toca, para sua proteção e da prole. A fêmea cuida da prole recém nascida e morre antes das ninfas virarem adultas. 

## Comunicação acústica[22][23][24][25]
Os machos dessa família produzem sons, geralmente à noite, a fim de atrair fêmeas para cópula, quando suas asas anteriores (tégminas) fecham e as estruturas especializadas presentes nessas asas atritam entre si. Essas estruturas são as fileiras de pequenos dentes ou dentículos (saliências triangulares na superfície inferior da veia pós-cubital), presente na tégmina direita e o plectrum (área esclerotizada na região anal), presente na tégmina esquerda. Os sons produzidos são geralmente muito altos (grande amplitude) e de longa duração (algumas espécies são sensíveis até ao ultrassom). Além disso, os sinais tornam-se mais potentes e atingem maiores distâncias por conta da construção das tocas de canto, onde as asas são posicionadas entre o bulbo e a câmara de entrada (com a cabeça do inseto dentro do bulbo) durante a produção de som, para que haja a ampliação.

## Importância econômica[26]
Os grilos-toupeira podem ser herbívoros ou predadores e são capazes de causar grandes danos a vegetações, seja por escavação de túneis nas raízes ou por se alimentarem diretamente de todas as partes das plantas. O controle desses insetos é difícil, pois vivem enterrados no solo, são móveis e, portanto, menos propensos a entrar em contato com inseticidas. Além disso, fatores como umidade e temperatura do solo, condições climáticas, comportamento e estágio do desenvolvimento podem variar a eficácia dos esforços de controle. Por isso, há a necessidade de um alto uso de inseticidas em plantações e campos de golfe, o que torna o custo financeiro e ambiental do controle das paquinhas muito alto. Portanto, conhecer a biologia desses animais é de extrema importância econômica, agrícola, urbana e ambiental.

## Métodos de coleta[27]
Armadilhas luminosas são eficazes para ambos os sexos. Armadilhas acústicas com o uso de playbacks dos machos são eficazes para a atração das fêmeas. Entretanto, esses métodos são capazes de coletar somente indivíduos que possuem capacidade de voar.